# Lưu lượng nước
Lưu lượng nước là lượng nước chảy qua mặt cắt ngang sông trong một đơn vị thời gian, Đơn vị tính lưu lượng nước thường là m3/s. Lưu lượng trung bình tháng là trị số bình quân của lưu lượng các ngày trong tháng. Dụng cụ đo lưu lượng nước là máy lưu tốc kế, phao trôi, hoặc máy chuyên dụng ADCP.

## Công thức lưu lượng còn lại
{\displaystyle Q_{f}=29.84{c}{d^{2}}{\sqrt {p}}}
trong đó:
- Qf = Tổng lưu lượng còn lại
- c = hệ số xả, phụ thuộc hình dạng lỗ thoát, thông thường bằng 1.
- d = đường kính lỗ thoát (inch)
- p = áp tốc (Pa)